# Xavier de Maistre

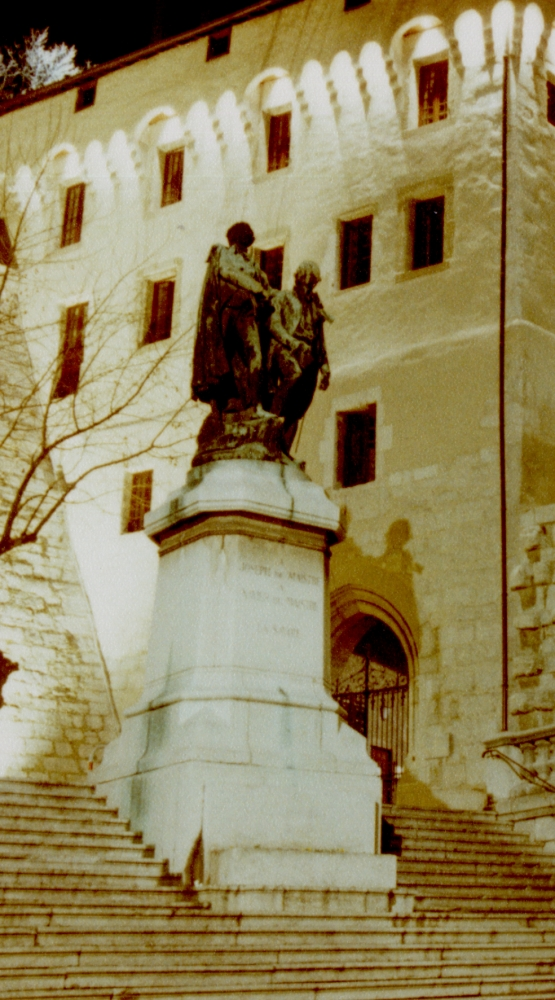
Pomnik Josepha i Xaviera de Maistre w zamku w Chambéry

Xavier de Maistre (ur. 10 października 1763 w Chambéry, zm. 12 czerwca 1852 w Petersburgu) – sabaudzki malarz i wojskowy, pisarz tworzący w języku francuskim.

## Życiorys
Urodził się w sabaudzkiej arystokratycznej rodzinie, jako najmłodszy z dwanaściorga rodzeństwa, jego starszym bratem był Joseph de Maistre. Mając osiemnaście lat wstąpił do wojska Królestwa Sardynii. Stacjonował w Chambéry, w Turynie oraz w Aoście (przez pięć lat), gdzie pobierał lekcje rysunków. Brał udział w walkach z wojskami francuskimi, które wkroczyły do Sabaudii. W 1798 roku, po wycofaniu się pokonanego Karola Emanuela IV z terenów Sabaudii i Piemontu, de Maistre wstąpił do wojsk rosyjskich dowodzonych przez Aleksandra Suworowa i kontynuował walkę z oddziałami napoleońskimi. Po rozwiązaniu koalicji rosyjsko-austriackiej pojechał wraz z Suworowem do Rosji.
Mieszkał w Moskwie, a następnie w Petersburgu, nadal służył w armii, brał udział w wojnie przeciw Napoleonowi, a także w wyprawie przeciw Czeczenom na Kaukaz, po której został awansowany do stopnia generała.
W 1813 roku ożenił się ze spokrewnioną z carem Elżbietą Zagriacką, mieli czworo dzieci. Ze względu na stan zdrowia dzieci (cała czwórka zmarła), de Maistre w latach 1826-1838 podróżował po Europie, odwiedzając Włochy, Francję i Niemcy. Po śmierci dzieci i żony (w 1850 roku), odsunął się od działalności publicznej i życia towarzyskiego. Zmarł w 1852 roku.

## Twórczość
Podczas pobytu w Turynie, Xavier de Maistre brał udział w pojedynku, za co został skazany na areszt domowy. Czterdzieści dwa dni uwięzienia stały się podstawą powieści Podróż dookoła pokoju. Xavier przekazał jej rękopis bratu, który bez jego wiedzy opublikował go w 1795 roku. Powieść zyskała znaczną popularność, co skłoniło jej autora do napisania kontynuacji, zatytułowanej Nocna wyprawa dookoła pokoju.
Przebywając w Petersburgu de Maistre prowadził bibliotekę wojskową, a także malował, głównie portrety i pejzaże. Większość z nich uległa zniszczeniu w pożarze Pałacu Zimowego w 1837 roku. W Rosji powstały jego kolejne książki, w tym Trędowaty z miasta Aosta, zainspirowana autentycznym wydarzeniem z czasu pobytu w Aoście, kiedy de Maistre miał okazję rozmawiać z zamkniętym w wieży trędowatym. Do utworu de Maistre'a nawiązał Gustaw Herling-Grudziński w opowiadaniu Wieża.

## Wybrane publikacje
- Podróż dookoła pokoju (Voyage autour de ma chambre 1794), przeł. Szymon Żuchowski[1]
- Trędowaty z miasta Aosta (Le Lépreux de la Cité d’Aoste 1811
- Więźniowie Kaukazu (Les Prisonniers du Caucase 1825)
- Młoda Syberyjka (La jeune Sibérienne, 1825)
- Nocna wyprawa dookoła pokoju (Expédition nocturne autour de ma chambre, 1825)